# トマス派

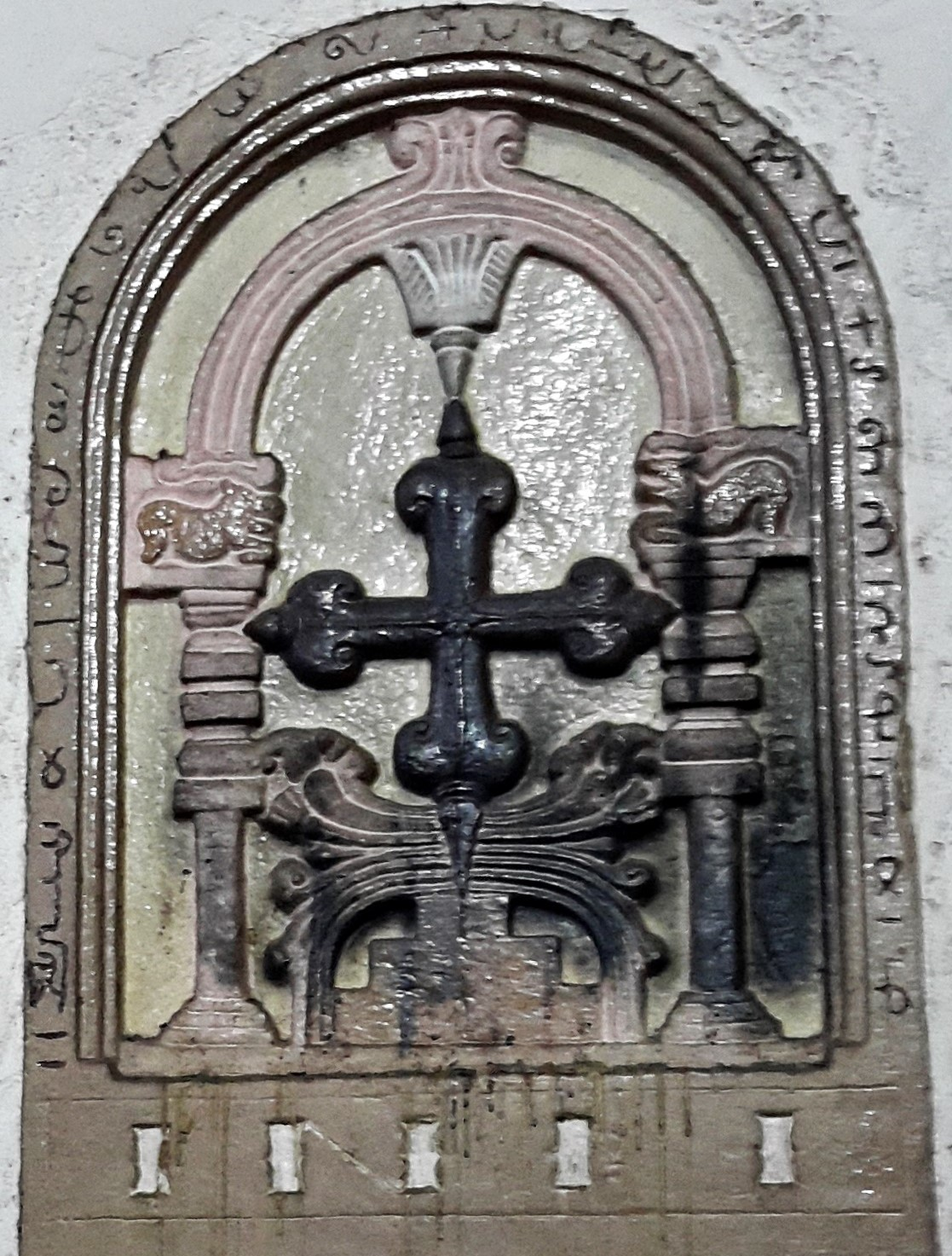
トマス派のペルシャ十字

東方、主にインドにおける諸教会の系統を示す図。水色のRはプロテスタントの改革派教会に合流したグループ、青のOは非カルケドン派正教会（オリエンタル・オーソドックス）、紫のCはローマ・カトリック教会と合同している東方典礼教会、一番下はアッシリア東方教会。水色・青・紫の線で記された教会は西シリア語を、茶色・オレンジ・黄色の線で記された教会は東シリア語を典礼に用いる。なお、この図のアッシリア東方教会以外の教会は全てインドに本拠地を置いている。

トマス派（トマスは）は、インド南部に存在するキリスト教の一派。東方諸教会のひとつ。
伝説によれば、東方に宣教してその地で殉教したとされる十二使徒のひとりトマスが、インドに渡って布教したことに始まるとされる。ただし、実際にはイランから渡ってきたネストリウス派に起源を持つと推定されている。
スリランカでも植民地化以前からトマス派の信徒が生活していたとされている。
ポルトガル人がインドに来航するとカトリックを受け入れるものとそうでないものに分かれ、前者は東方典礼カトリック教会を形成し、後者の多くはシリアから伝わったヤコブ派を受け入れてインド正教会と呼ばれる教会を立て、ごく一部はネストリウス派に留まってアッシリア東方教会と合一した。

## トマス派の流れを汲む教会
- ネストリウス派
  - カルデア・シリア教会（w:Chaldean Syrian Church） - 東シリア典礼（カルデア典礼）、現在はアッシリア東方教会の一部
- 非カルケドン派正教会（シリア正教会系列）
  - マランカラ・シリア正教会（w:Malankara Orthodox Syrian Church） - 西シリア典礼（アンティオキア典礼）、インド正教会とも
  - ヤコブ派シリア・キリスト教会（w:Jacobite Syrian Christian Church） - 西シリア典礼、シリア正教会の傘下の自治教会
- 東方典礼カトリック教会
  - シリア＝マラバル典礼カトリック教会（w:Syro-Malabar Church） - 東シリア典礼
  - シリア＝マランカラ典礼カトリック教会（w:Syro-Malankara Catholic Church） - 西シリア典礼
- 東方プロテスタント教会（w:Eastern Protestant Christianity）
  - マランカラ・マール・トマ・シリア教会（w:Malankara Mar Thoma Syrian Church） - 西シリア典礼、聖公会とフル・コミュニオン
  - インド聖トマス福音教会（w:St. Thomas Evangelical Church of India） - 西シリア典礼、オリエンタル福音教会、独立教会
- 独立教会
  - マラバル独立シリア教会（w:Malabar Independent Syrian Church） - 西シリア典礼